# Ludovico Festa
Ludovico Festa (XVIII-XIX sec. – XVIII-XIX sec.) è stato un musicista italiano.

## Biografia
Ludovico Festa apparteneva alla famiglia altamurana dei Festa, i cui membri tra Settecento e Ottocento si dedicarono con molto profitto alla musica. 
In particolare, era il secondogenito di Giuseppe Nicola nonché fratello di Andrea Festa.
Luca de Samuele Cagnazzi, all'interno delle Notizie varie di Altamura (1839), riporta che il celebre Nicolò Paisiello, avendo ricevuto l'incarico di dirigere a Foggia le musiche durante la dimora in tale città di Ferdinando IV di Napoli e Maria Carolina d'Austria, decise di non chiamare nessun primo violino da Napoli dal momento che "Napoli non aveva un individuo che potesse stare a fronte di Ludovico Festa".